# André Vauthier-Galle
Pour les articles homonymes, voir Vauthier et Galle.
André Vauthier-Galle, né à Paris le 2 août 1818 et mort dans la même ville le 2 mai 1899, est un sculpteur et médailleur français.

## Biographie
Né André Vauthier, il est le fils de Jules Antoine Vauthier. Il est l'élève de son grand-père maternel, le médailleur André Galle, ainsi que de Louis Petitot et de Paul Blondel à l'École des beaux-arts de Paris.
Il obtient le premier grand prix de Rome en gravure de médaille et pierre fine en 1839 pour Hercule étouffant Antée,.
Il travaille pour l’Atelier général du timbre de 1837 à 1878.
Il expose au Salon des artistes français de 1852 à 1862.

## Œuvres

### Médaille
- République française. Grand concours national de tir. Armes de guerre. Bordeaux 1882.
- Lycée Janson-de-Sailly, 1895.
- Arcisse de Caumont né à Bayeux le 28 août 1801. Devise : « Te Saxa Loguuntur ».
- Mathieu de Dombasle (1777-1843).
- Lycée Bernard Palissy d'Agen centenaire de l'association des anciens élèves (1880-1980), édition posthume.

### Monnaie
- 10 centimes 1848. Concours 10 centimes, essai par André Vauthier-Galle, 30 mm, 8 grammes, étain, tranche lisse[4].
- Gravure du billet de 100 francs bleu.

## Galerie

Œuvres d'André Vauthier-Galle
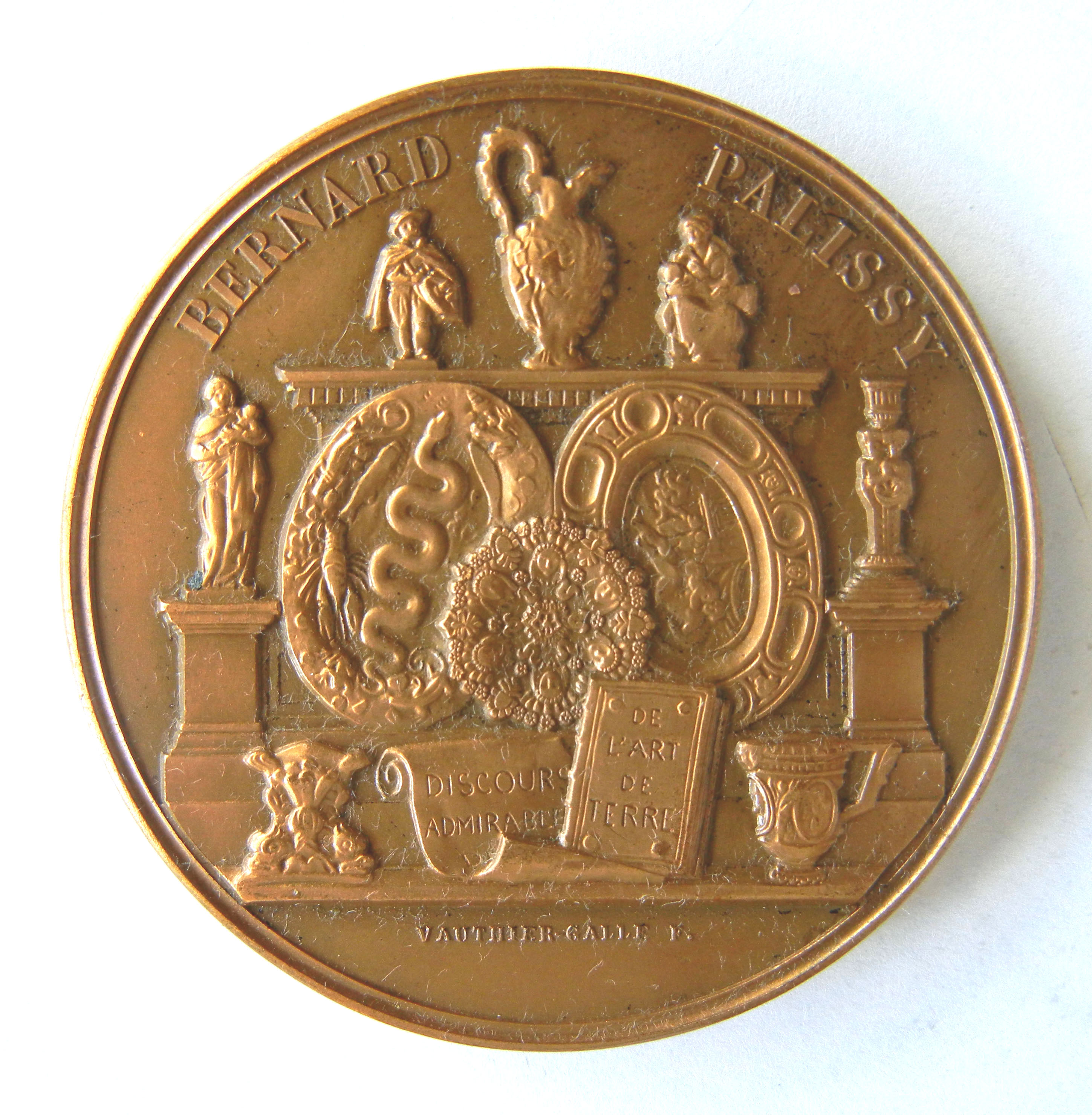
Lycée Bernard Palissy d'Agen, Centenaire de l'association des anciens élèves (1880-1980), médaille, avers.
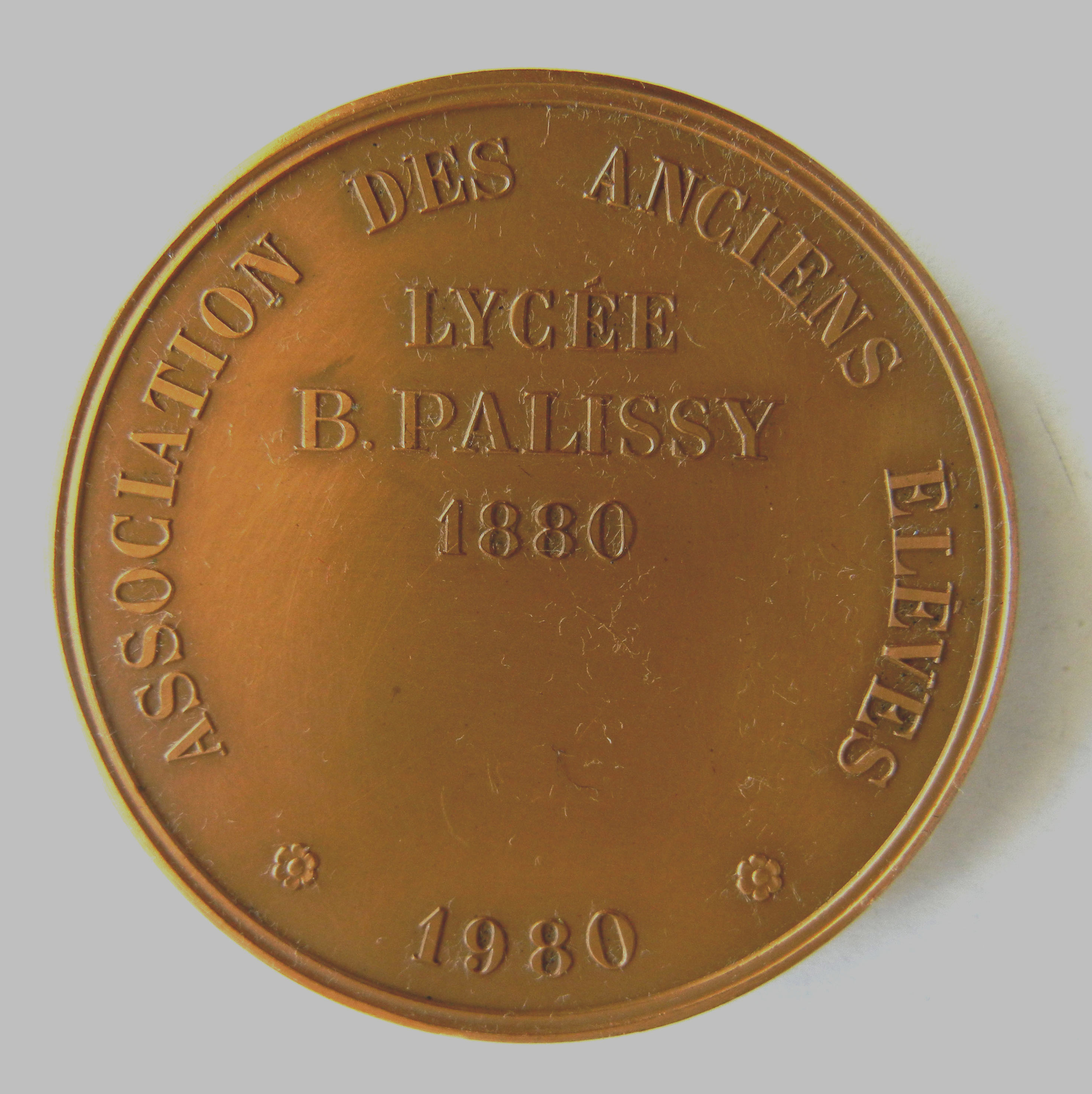
Lycée Bernard Palissy d'Agen, Centenaire de l'association des anciens élèves (1880-1980), médaille, revers.